# سيكي ماتسوناغا
سيكي ماتسوناغا، لاعب كرة قدم ياباني، من مواليد 25 يونيو 1928 باليابان. لاعب سابق في صفوف نادي كاشيوا ريسول، كما لعب مباراة واحدة مع منتخب اليابان لكرة القدم.توفي سيكي ماتسوناغا في الرابع من يونيو 2013.

## روابط خارجية
- سيكي ماتسوناغا على موقع قاعدة بيانات كرة القدم.إي يو (الإنجليزية)
- سيكي ماتسوناغا على موقع ناشيونال فوتبول تيمز (الإنجليزية)